# Trophée des champions 2018
Navigation
Tanger 2017 Shenzhen 2019
L'édition 2018 du Trophée des champions est la 42e édition du Trophée des champions et se déroule le 4 août 2018 au stade du centre sportif universitaire de Shenzhen à Shenzhen en Chine. Il s'agit de la deuxième édition disputée en Asie et en Chine après l'édition 2014.
Les règles du match sont les suivantes : la durée de la rencontre est de 90 minutes, puis, en cas de match nul, les deux équipes se départageront directement lors d'une séance de tirs au but. 
Trois remplacements sont autorisés pour chaque équipe.
Le match oppose le Paris Saint-Germain, vainqueur de la Ligue 1 2017-2018 et de la Coupe de France 2017-2018, au vice-champion de France l'AS Monaco.
Le Paris Saint-Germain remporte le trophée à l'issue du match sur un score de 4 buts à zéro et obtient ainsi son huitième Trophée des champions.

## Feuille de match
| 4 août 2018     | Paris Saint-Germain                        | 4 - 0   | AS Monaco | Stade du centre sportif universitaire, Shenzhen, Chine                |                                                                       |
| 20 h 00 (UTC+8) | Di María 33e 90+2e · Nkunku 40e · Weah 67e | (2 - 0) |           | Spectateurs : 41 237 Diffuseur : BeIn Sports Arbitrage : Ruddy Buquet | Spectateurs : 41 237 Diffuseur : BeIn Sports Arbitrage : Ruddy Buquet |
| 20 h 00 (UTC+8) | Rapport                                    |         |           | Spectateurs : 41 237 Diffuseur : BeIn Sports Arbitrage : Ruddy Buquet | Spectateurs : 41 237 Diffuseur : BeIn Sports Arbitrage : Ruddy Buquet |

| Paris SG | Monaco |

| Gardien de but | 1  | Gianluigi Buffon   |     |
| D              | 34 | Colin Dagba        |     |
| D              | 2  | Thiago Silva       | 74e |
| D              | 37 | Kévin Rimane       |     |
| D              | 36 | Stanley N'Soki     |     |
| M              | 6  | Marco Verratti     | 76e |
| M              | 19 | Lassana Diarra     | 64e |
| M              | 25 | Adrien Rabiot      |     |
| A              | 11 | Ángel Di María     |     |
| A              | 21 | Timothy Weah       |     |
| A              | 24 | Christopher Nkunku |     |
| Remplaçants :  |    |                    |     |
| Gardien de but | 30 | Kevin Trapp        |     |
| D              | 5  | Marquinhos         | 64e |
| D              | 20 | Layvin Kurzawa     |     |
| M              | 18 | Giovani Lo Celso   |     |
| M              | 33 | Antoine Bernede    | 74e |
| A              | 10 | Neymar             | 76e |
| A              | 35 | Moussa Diaby       |     |
| Entraîneur :   |    |                    |     |
| Thomas Tuchel  |    |                    |     |

| Gardien de but  | 16 | Diego Benaglio        |     |    |
| D               | 24 | Andrea Raggi          |     |    |
| D               | 25 | Kamil Glik            |     |    |
| D               | 5  | Jemerson              |     |    |
| D               | 21 | Julien Serrano        |     |    |
| M               | 4  | Jean-Eudes Aholou     |     | 5e |
| M               | 28 | Pelé                  | 46e |    |
| M               | 20 | Rony Lopes            | 65e |    |
| M               | 8  | Youri Tielemans       |     |    |
| M               | 29 | Samuel Grandsir       | 46e |    |
| A               | 10 | Stevan Jovetić        |     |    |
| Remplaçants :   |    |                       |     |    |
| Gardien de but  | 30 | Seydou Sy             |     |    |
| D               | 3  | Antonio Barreca       |     |    |
| D               | 18 | Ronaël Pierre-Gabriel |     |    |
| M               | 35 | Kévin N'Doram         |     |    |
| M               | 36 | Sofiane Diop          | 46e |    |
| A               | 14 | Keita Baldé           | 46e |    |
| A               | 22 | Jordi Mboula          | 65e |    |
| Entraîneur :    |    |                       |     |    |
| Leonardo Jardim |    |                       |     |    |